# Alvin Goldman
Alvin Ira Goldman (Brooklyn, 1 de octubre de 1938 - Brooklyn, 4 de agosto de 2024) fue un filósofo estadounidense.  

## Biografía
Profesor titular de filosofía en la Universidad Rutgers en Nueva Jersey (EE. UU). Previamente enseñó en la Universidades de Míchigan y de Arizona. Obtuvo su doctorado (PhD) en la Universidad de Princeton y estuvo casado con Holly Smith, una bien conocida especialista en ética, actualmente también profesora titular en la Universidad Rutgers. 
El profesor Goldman llevó a cabo una serie de trabajos muy influyentes en varias áreas de la filosofía, pero sus intereses principales eran la epistemología, la filosofía de la mente y la ciencia cognitiva.

## Teoría de la acción
Su primera obra (A Theory of Human Action -- una versión revisada de su tesis doctoral) presenta una manera sistemática de clasificar y relacionar las varias acciones que llevamos a cabo simultáneamente. Su influencia fue extensa. Se puede encontrar, por ejemplo, en los escritos de teoría política del filósofo John Rawls (en su Teoría de la justicia).

## Epistemología
Goldman fue conocido por una serie de estudios naturalistas del conocimiento y la creencia justificada. El primero es "A Causal Theory of Knowing" (Una Teoría Causal del Conocer) de acuerdo al cual, el conocimiento es una creencia verdadera apropiadamente causado por los hechos que lo hacen verdadero. 
Poco después, Goldman reemplazo esta teoría por otra, de acuerdo a la cual el conocimiento es una creencia verdadera producto de un proceso confiable. 
Una variedad de problemas han afectado esta teoría y otras que Goldman introdujo posteriormente; sin embargo, han sido quizás las versiones o teorías más influyentes acerca del conocimiento y creencia justificada (ver Teoría de la justificación) que se han publicado a partir de la segunda mitad del siglo XX. Ofrecen una nueva aproximación al área de interés -una aproximación que enfatiza nociones naturalistas tales como causación, dependibilidad o confianza (reliability, en inglés), en oposición a nociones formalistas, tales como obligación y justificación lógica (véase justificación en Gnoseología) 
El uso de tales nociones naturalistas en lugar de las normativas ha llegado a ser común entre los epistemólogos de la escuela analítica y entre científicos sociales (ver, por ejemplo: Consenso científico)
Más recientemente, Goldman se concentró en cuestiones de socioepistemología y ha aplicado su aproximación a problemas epistemológicos tales como ley, (especialmente, evidencia) elección (votación) y media. Él trató, en sus palabras, de dar "una visión menos radical de la socioepistemología" que la que han aportado los estudios culturales y el postmodernismo, a fin de analizar problemas relativos al conocimiento social. Esa visión es trazada en su Knowledge in a Social World (Conocimiento en un Mundo Social)

## Otros Temas
Goldman ha empleado gran cantidad de sus energías a demostrar cómo las investigaciones llevadas a cabo por la ciencia cognitiva son relevantes para una gran variedad de áreas filosóficas, incluyendo la epistemología. De particular relevancia son sus Epistemology and Cognition (Epistemología y Cognición), Philosophical Applications of Cognitive Science (Aplicaciones filosóficas de la Ciencia cognitiva), y Simulating Minds (Simulando a la Mente).

## Obras publicadas (en inglés)
- Action (1965)
- "A Causal Theory of Knowing" in The Journal of Philosophy v. 64 (1967), pp. 335-372.
- A Theory of Human Action (1970)
- "Epistemics: The Regulative Theory of Cognition," The Journal of Philosophy 75 (1978) pp. 509-523.
- "What is Justified Belief?" in Justification and Knowledge (1979), pp. 1-23.
- Epistemology and Cognition (1986)
- Liaisons: Philosophy Meets the Cognitive and Social Sciences (1991)
- Philosophical Applications of Cognitive Science (1993)
- Readings in Philosophy and Cognitive Science (editor), (1993)
- Knowledge in a Social World (1999)
- Pathways to Knowledge: Private and Public (2004)
- Simulating Minds (2006)